# Colposcenia elegans
Colposcenia elegans är en insektsart som först beskrevs av Bergevin 1932.  Colposcenia elegans ingår i släktet Colposcenia och familjen rundbladloppor. Inga underarter finns listade i Catalogue of Life.